# Don't Tell Ma (singolo)
Don't Tell Ma è un singolo della cantante svedese Peg Parnevik, estratto il 5 maggio 2016 dall'omonimo EP.

## Tracce
- Download digitale

1. Don't Tell Ma – 3:00 (testo: Peg Parnevik, Pontus Petersson, Andrei Amartinesei, Karl-Oskar Gummesson e Reego – musica: cold. CTY)

- Download digitale – Latin Version[2]

1. Don't Tell Ma (feat. Reego) (Latin Version)

## Classifiche
| Classifica (2017) | Posizione massima |
| ----------------- | ----------------- |
| Svezia            | 79                |